# 신명훈
신명훈(1981년 11월 16일~)은 대한민국의 권투 선수로, 2006년 도하 아시안게임 복싱 남자 64kg급 은메달리스트이다.